# Child of the City
«Child of the City» —en español: «Chico de la ciudad»— es una canción de la banda canadiense de hard rock Triumph y fue escrita por Gil Moore, Mike Levine y Mladen.  Fue grabada originalmente como pista para el álbum Edge of Excess, lanzado en 1992 en Canadá por Virgin Records y en los Estados Unidos por Victory Music.

## Lanzamiento y recepción
Al igual que el sencillo anterior, «Child of the City» fue publicado para promocionar el disco Edge of Excess, esto en 1992.  Fue producido por Mike Levine y Noel Golden. Este sencillo fue lanzado en formato de disco compacto y solamente numera la canción del mismo nombre.
Cierta popularidad logró conseguir esta melodía en Norteamérica, pues en su país natal alcanzó a posicionarse en el 91.º puesto de los 100 sencillos más exitosos según la revista RPM.  En EE. UU. se colocó en el lugar 30.º del Mainstream Rock Tracks del Billboard.

## Lista de canciones
| N.º | Título                                | Escritor(es)                     | Duración |  |
| 1.  | «Child of the City» (versión editada) | Gil Moore / Mike Levine / Mladen | 4:14     |  |

## Créditos
- Gil Moore — voz principal y batería
- Mike Levine — bajo y teclados
- Phil Xenidis — guitarra

## Posicionamiento en los listados
| Año  | País           | Lista                            | Posición máxima |
| ---- | -------------- | -------------------------------- | --------------- |
| 1993 | Canadá         | RPM Magazine Top 100 Singles     | 90.º            |
| 1993 | Estados Unidos | Billboard Mainstream Rock Tracks | 30.º            |